# Juan Rangel Sanguino
Juan Rangel Sanguino (Aceuchal, España, 1526 - Cumaná, Venezuela, 1572) fue uno de los exploradores y guerreros españoles que participaron en la conquista de Venezuela.

## Contexto histórico
La conquista y colonización de América está colmada de variadas historias familiares, originadas por las circunstancias pobladoras de los hombres que llevaron a cabo esas proezas. Estos hombres no solamente regaron con su sangre la tierra que domaron, sino que también dejaron la semilla de su estirpe.

## Biografía
El conquistador Juan Rangel Sanguino, nacido en 1526 en la villa de Aceuchal (Badajoz), llegó a Cumaná (Venezuela) en 1569 en la expedición de Diego Hernández de Serpa para la colonización y repoblación del inconcreto territorio de la Nueva Andalucía, que abarcaba desde las costas venezolanas hasta las márgenes del río Orinoco.
En esa aventura colonizadora a Juan Rangel le acompañaba su mujer María Durán, su suegro Esteban García, cuatro hijas entre 18 y 22 años y un hijo de 9. Desgraciadamente, María murió durante la travesía del Atlántico y, cuando el resto de la familia llegó a Cumaná, mientras Juan Rangel se enrolaba en las huestes castrenses de Hernández de Serpa para apaciguar la indiada, su familia contribuyó a levantar la precaria casa que las circunstancias le permitieron.
Juan Rangel Sanguino y María Durán, nacidos respectivamente en 1526 y 1528, contrajeron matrimonio en Aceuchal en 1547. Mientras que María falleció durante la travesía del Atlántico que les llevaba a su destino, Juan murió en 1572 en Cumaná, donde era alcalde cuando, en una batalla sostenida con los indios que atacaron la ciudad, una flecha acabó con su vida. Y, aunque sus hijos quedaron a la deriva en aquellas inhóspitas tierras, sabrían capear temporales y salir adelante envueltos en las circunstancias que el tiempo les deparaba.

## Las conquistas del Oriente venezolano
El territorio de la Nueva Andalucía fue la zona más problemática de Venezuela, resistiéndose tenazmente al sometimiento de la dominación española. Por un lado, los indígenas ya habían sufrido la esclavitud desde los primeros años que llegaron los españoles a las costas de Venezuela y ya desconfiaban de cualquier blanco que apareciera por sus dominios; por otro, además de conocer las tácticas defensivas hispanas de los soldados, ya sabían que los conquistadores eran vulnerables a las heridas de sus flechas y lanzas.
A estas circunstancias hay que agregar que las dos grandes expediciones colonizadoras de españoles en 1569, con Hernández de Serpa y Pedro Maraver de Silva, tenían el inconveniente que, además de los soldados, agricultores y artesanos que las formaban, les acompañaban las familias de los casados; por esta razón, a los indígenas les era mucho más fácil combatir a los hispanos, pues además de tener éstos que pacificar la tierra, tenían que cuidar y preocuparse de sus familiares.

## La descendencia de los Rangel-Durán
Los hijos de este matrimonio salieron adelante en la lucha contra el elemento indígena y los diversos problemas que confrontaban y presentaban las nuevas ciudades del territorio americano, que se iban poblando con los que llegaban en las sucesivas expediciones. Su hija mayor, María, había nacido en Aceuchal en 1548, y a la edad de 15 años se casaba en el pueblo con un tal Rodrigo Macias, que posiblemente se quedara en España, porque nada se dice de su viaje a Venezuela.
Le seguía Marina, nacida en 1549 también en Aceuchal, quien se casó en 1570 en Cumaná con Andrés Ardouín y tuvieron cinco hijos. Ardouín era descendiente de una familia francesa y una de sus hijas, llamada María Ardouín Rangel, se casó con Pablo de Lizaso y fueron los sextos abuelos del Mariscal Antonio José de Sucre, uno de los más destacados personajes de la independencia americana.
Otra de las hijas, Juana Catalina, nacida en Aceuchal en 1550, se casó en Cumaná en 1580 con Francisco Medina de Centeno, quien era de Trujillo y con el que tuvo dos hijos. La última de las hijas, Leonor, nacida en Aceuchal en 1565, se casó en Cumaná en 1586 con Alonso Hernández de Serpa, hijo del adelantado Diego Hernández de Serpa (con el que la familia fue a Venezuela). Este matrimonio tuvo tres hijos. 
El último en casarse fue el único varón, Juan Esteban Rangel Durán, nacido en Aceuchal en 1560, quien con 12 años cuando atacaron los indios en la batalla donde murió su padre, supo defenderse como un valiente. Se casó en 1588 con una tal Juana Gómez, de Extremadura y tuvieron tres hijos.
Todos ellos se quedaron en la ciudad de Cumaná, donde el apellido Rangel (deformado en Venezuela como Rengel) sigue recordando aquel matrimonio y los hijos que le habían nacido en Aceuchal. Cumaná, una de las ciudades más vieja del Continente sudamericano, fue fundada en 1521 por otro extremeño, el capitán Gonzalo de Ocampo. Situada junto al mar Caribe, en la parte central de Venezuela, ha soportado con entereza los terremotos y el embate de los tiempos y hoy en día es una de las más prósperas y vistosas ciudades de Venezuela.